# 飞鹅岭新石器时期遗址
飞鹅岭新石器时期遗址位于中国广州市天河区长兴街道华南国家植物园内，是一处新石器时代的文化遗址，有广州第一村之称，被誉为广州人的发祥地。
该遗址于1956年8月发现，1957年由广州市文物管理委员会和中山大学联合发掘。范围以海拔62.1米的飞鹅岭为主，还包括附近的青山岗、菱塘岗、红石柱岗、名星岗、鸡公咀、西岗坳、马路岗、大火镰岗、崩岗等13处山冈台地的18处遗址。出土一批纺织用的陶纺轮，捕鱼用的陶网坠，农业生产用的斧、锛，打猎用的矛、镞等磨制石器，还有夔纹、云雷纹等印纹陶片。而在青山岗、菱塘岗有0.2至0.5米的文化堆积层，出土直径为9.1厘米的完整玉环及残玉环各1件，另有双肩石斧、石镞、砺石、绳纹夹砂粗陶和泥质印纹陶，青山岗还发现厚约15厘米的大片火烧土层。
经考证该遗址是处于新石器时代晚期至春秋时期，当时的居民过着以农业为主兼有捕捞、渔猎、采集的生活方式。为广州发现年代较早、遗物较丰富的远古遗址。1996年10月广州市人民政府将此列为首批广州历史文化遗迹遗址，2002年7月18日竖立标志纪念。2012年10月公布为天河区文物保护单位。